# 2621 Goto
2621 Goto eller 1981 CA är en asteroid i huvudbältet som upptäcktes den 9 februari 1981 av den japanska astronomen Tsutomu Seki vid Geisei-observatoriet. Den är uppkallad efter Seizo Goto.
Asteroiden har en diameter på ungefär 44 kilometer.